# Sheniqua Ferguson
Sheniqua Ferguson (sinh ngày 24 tháng 11 năm 1989) là một vận động viên chạy nước rút người Bahamas, chuyên về 100 và 200 mét. Cô sinh ra ở Nassau. Cô là thành viên của đội Bahamian giành HCB ở nội dung 4 x 100 m nữ tại Giải vô địch thế giới năm 2009. Cô là nhà vô địch thế giới năm 2008 ở nội dung 200 m và cũng giành được huy chương đồng trong 100 m năm đó. Cô đã thi đấu ở nội dung 200m tại Thế vận hội Mùa hè 2008. Tại Thế vận hội 2012, cô đã thi đấu ở nội dung tiếp sức 100 m và 4 x 100 m. Cô đã tham gia cuộc thi tiếp sức 100 m và 4 x 100 m tại Đại hội Thể thao Khối thịnh vượng chung 2014. Tại Thế vận hội 2016, cô đã thi đấu ở nội dung 200 m.
Thời gian tốt nhất cá nhân của cô là 11,07 giây trong 100 mét, đạt được vào ngày 21 tháng 4 năm 2012 và 22,64 giây trong 200 mét, đạt được vào ngày 7 tháng 4 năm 2012 tại Auburn. Cô cũng là nhà vô địch trong nhà NCAA 2010 ở cự ly 200 mét và 3 lần vô địch SEC khi đang chạy cho Đại học Auburn.

## Thành tích
| Năm                      | Giải đấu                                                   | Địa điểm                          | Thứ hạng                 | Nội dung                 | Chú thích                |
| Representing the Bahamas | Representing the Bahamas                                   | Representing the Bahamas          | Representing the Bahamas | Representing the Bahamas | Representing the Bahamas |
| ------------------------ | ---------------------------------------------------------- | --------------------------------- | ------------------------ | ------------------------ | ------------------------ |
| 2006                     | CARIFTA Games (U-20)                                       | Les Abymes, Guadeloupe            | 2nd                      | 100 m                    | 11.63 (0.7 m/s)          |
| 2006                     | CARIFTA Games (U-20)                                       | Les Abymes, Guadeloupe            | 1st                      | 200 m                    | 23.44 (−0.8 m/s)         |
| 2006                     | CARIFTA Games (U-20)                                       | Les Abymes, Guadeloupe            | 2nd                      | 4x100 m relay            | 45.27                    |
| 2006                     | Central American and Caribbean Junior Championships (U-20) | Port of Spain, Trinidad và Tobago | 2nd                      | 100 m                    | 11.67 (1.0 m/s)          |
| 2006                     | Central American and Caribbean Junior Championships (U-20) | Port of Spain, Trinidad và Tobago | 2nd                      | 4 × 100 m relay          | 45.71                    |
| 2006                     | World Junior Championships                                 | Bắc Kinh, China                   | 14th (sf)                | 100 m                    | 11.92 (−1.8 m/s)         |
| 2006                     | World Junior Championships                                 | Bắc Kinh, China                   | 8th                      | 200 m                    | 24.03 (−0.9 m/s)         |
| 2006                     | World Junior Championships                                 | Bắc Kinh, China                   | 11th (h)                 | 4 × 100 m relay          | 45.41                    |
| 2008                     | CARIFTA Games (U-20)                                       | Basseterre, Saint Kitts và Nevis  | 3rd                      | 100 m                    | 11.50 w (2.5 m/s)        |
| 2008                     | CARIFTA Games (U-20)                                       | Basseterre, Saint Kitts và Nevis  | 1st                      | 4 × 100 m relay          | 44.36 CR                 |
| 2008                     | World Junior Championships                                 | Bydgoszcz, Ba Lan                 | 3rd                      | 100 m                    | 11.52 (−0.6 m/s)         |
| 2008                     | World Junior Championships                                 | Bydgoszcz, Ba Lan                 | 1st                      | 200 m                    | 23.24 (−0.9 m/s)         |
| 2008                     | World Junior Championships                                 | Bydgoszcz, Ba Lan                 | 4th                      | 4 × 100 m relay          | 44.61                    |
| 2015                     | World Championships                                        | Beijing, China                    | 35th (h)                 | 100 m                    | 11.48                    |
| 2015                     | World Championships                                        | Beijing, China                    | 42nd (h)                 | 200 m                    | 23.44                    |
| 2016                     | Olympic Games                                              | Rio de Janeiro, Brazil            | 58th (h)                 | 200 m                    | 23.62                    |